# Nepinalone
Il nepinalone è un farmaco ad attività sedativa nei confronti della tosse.
L'effetto si evidenzia dopo 20-30 minuti dalla somministrazione e persiste per almeno 4 ore. Agisce principalmente a livello del SNC, ma dimostra anche una lieve attività nell'inibire il broncospasmo. In tale utilizzo, è meno efficace della codeina e più efficace del destrometorfano nell'inibire lo stimolo tussivo.